# Film de categoria B

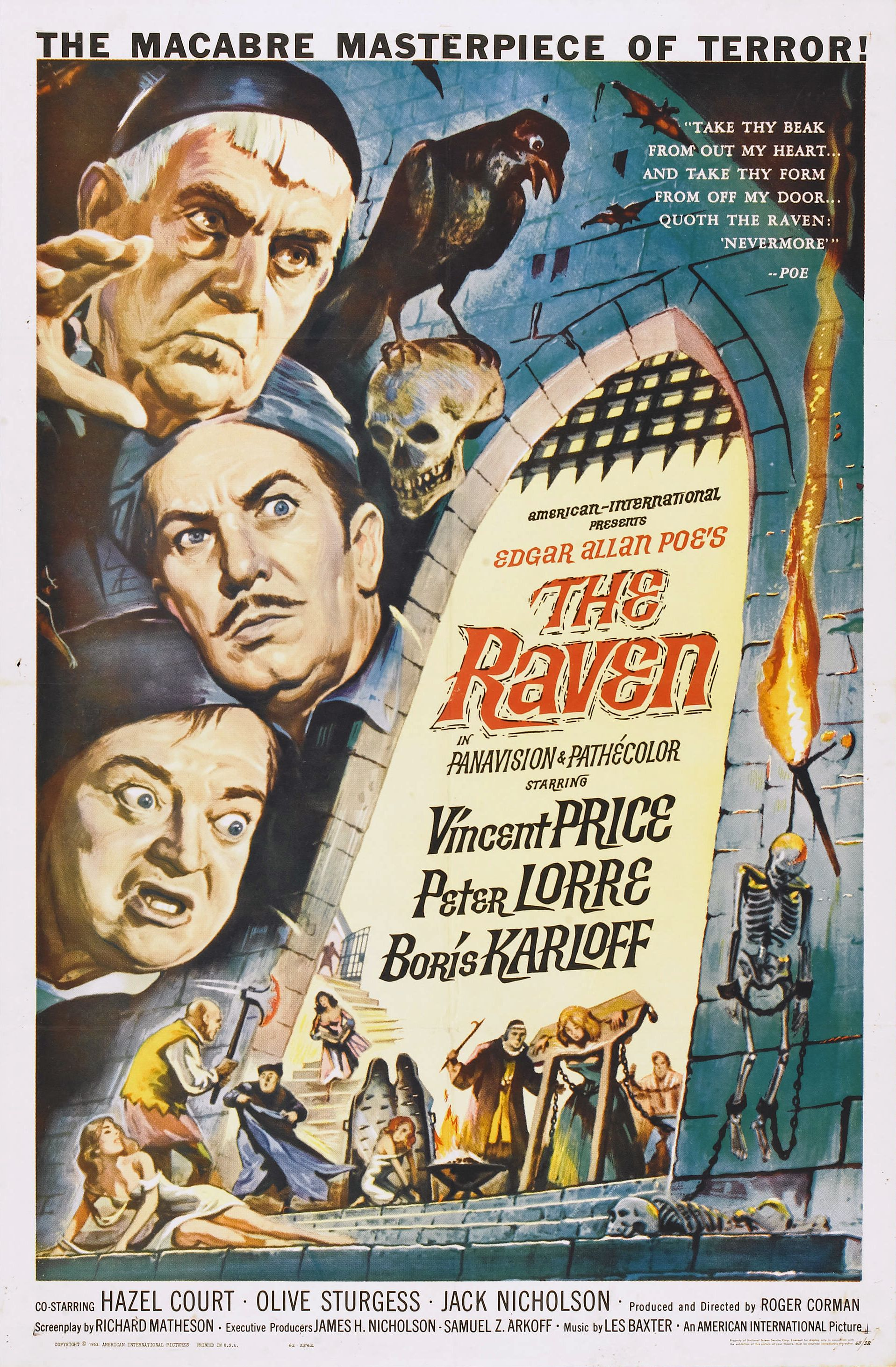
Afişul filmului The Raven (1963) produs și regizat de Roger Corman cel care este considerat regele filmelor B

Un film de categoria B este un film comercial cu buget redus care nu este definitiv o formă de artă sau film pornografic. La început, în timpul Epocii de Aur de la Hollywood, termenul identifica un film destinat pentru distribuire cu o mediatizare mai mică.